# Handbook of the Birds of the World
Pour les articles homonymes, voir HBW.
La collection du Handbook of the Birds of the World (souvent abrégé en HBW) est une série de 17 volumes, éditée par une maison d'édition espagnole de Barcelone : Lynx Edicions.
Cette série est dirigée par Josep del Hoyo, Andrew Elliott et Jordi Sargatal des volumes 1 à 7, puis par Josep del Hoyo, Andrew Elliott et David Christie des volumes 8 à 16. Un volume spécial édité par Josep del Hoyo, Andrew Elliott, Jordi Sargatal et David Christie paraît en 2013 pour recenser les 69 espèces nouvellement décrites depuis la parution des anciens volumes.
C'est la première encyclopédie qui vise à couvrir la totalité des espèces vivantes d'oiseaux. Le premier volume a été publié en 1992, le dernier est paru en 2013.

## Descriptif des différents volumes

### Volume 1: Ostrich to Ducks
Publié en 1992. Il débute par 38 pages supervisées par Eduardo de Juana, sur la biologie des oiseaux et un avant-propos sur le projet HBW, par Christoph Imboden. 
Les familles étudiées dans ce volume sont les suivantes :
- Struthionidae (Autruche)
- Rheidae (Nandous)
- Casuariidae (Casoars)
- Dromaiidae (Émeu)
- Apterygidae (Kiwis)
- Tinamidae (Tinamous)
- Spheniscidae (Manchots & Gorfous)
- Gaviidae (Plongeons)
- Podicipedidae (Grèbes)
- Diomedeidae (Albatros)
- Procellariidae (Pétrels, Fulmars & Puffins)
- Hydrobatidae (Océanites ou pétrels tempêtes)
- Pelecanoididae (Puffinures ou pétrels plongeurs)
- Phaethontidae (Phaétons)
- Pelecanidae (Pélicans)
- Sulidae (Fous)
- Phalacrocoracidae (Cormorans)
- Anhingidae (Aninghas)
- Fregatidae (Frégates)
- Ardeidae (Hérons & alliés)
- Scopidae (Ombrette)
- Ciconiidae (Cigognes, Tantales, Marabouts & alliés)
- Balaenicipitidae (Bec-en-sabot)
- Threskiornithidae (Ibis & Spatules)
- Phoenicopteridae (Flamants)
- Anhimidae (Kamichis)
- Anatidae (Cygnes, Oies, Canards & alliés)

### Volume 2: New World Vultures To Guineafowl
Ce volume a été publié en 1994. Il débute par un avant-propos sur l'organisation et l'information du HBW, par Walter J. Bock. 
Les familles étudiées dans ce volume sont les suivantes :
- Cathartidae (Vautours du Nouveau Monde : Condors, Urubus & alliés)
- Pandionidae (Balbuzard)
- Accipitridae (Éperviers, Buses, Vautours de l'Ancien Monde, Aigles & alliés)
- Sagittariidae (Messager serpentaire ou Secrétaire)
- Falconidae (Faucons, Caracaras & alliés)
- Megapodiidae (Mégapodes & Télagalles)
- Cracidae (Hoccos, Ortalides & Pénélopes)
- Meleagrididae (Dindons)
- Tetraonidae (Tétras,Lagopèdes & Gélinottes)
- Odontophoridae (Colins & Tocros)
- Phasianidae (Perdrix, Faisans & alliés)
- Numididae (Pintades)

### Volume 3: Hoatzin to Auks
Publié en 1996. Son introduction est un essai sur l'Art et la nature («Art And Nature») par Robert Bateman.
Les familles étudiées dans ce volume sont les suivantes :
- Opisthocomidae (Hoazin)
- Mesitornithidae (Mésites)
- Turnicidae (Turnix)
- Gruidae (Grues)
- Aramidae (Courlan)
- Psophiidae (Agamis)
- Rallidae (Râles, Marouettes, Gallinules & Foulques)
- Heliornithidae (Grébifoulques)
- Rhynochetidae (Kagou)
- Eurypygidae (Caurale soleil)
- Cariamidae (Cariamas)
- Otididae (Outardes)
- Jacanidae (Jacanas)
- Rostratulidae (Rhynchées ou Bécasses peintes)
- Dromadidae (Drome ou Pluvier crabier)
- Haematopodidae (Huîtriers)
- Ibidorhynchidae (Bec-d'ibis)
- Recurvirostridae (Avocettes & Échasses)
- Burhinidae (Œdicnèmes)
- Glareolidae (Glaréoles & Courvites)
- Charadriidae (Pluviers, Vanneaux & alliés)
- Scolopacidae(Bécasses, Chevaliers, Courlis & alliés)
- Pedionomidae (Pédionome errant)
- Thinocoridae (Attagis & Thinocores)
- Chionididae (Chionis ou Becs-en-fourreaux)
- Stercorariidae (Labbes)
- Laridae (Mouettes & Goélands)
- Sternidae (Sternes, Guifettes & Noddis)
- Rhynchopidae (Becs-en-ciseaux)
- Alcidae (Pingouins, Macareux & Guillemots & alliés)

### Volume 4: Sandgrouse to Cuckoos
Publié en 1997. Son introduction est un essai sur les limites du concept d'espèce en ornithologie («Species Concepts and Species Limits in Ornithology») par Jürgen H. Haffer.
Les familles étudiées dans ce volume sont les suivantes :
- Pteroclidae (Gangas & Syrrhaptes)
- Columbidae (Pigeons, Tourterelles & alliés)
- Cacatuidae (Cacatoès)
- Psittacidae (Perroquets, Perruches & alliés)
- Musophagidae (Touracos)
- Cuculidae (Coucous & alliés)

### Volume 5: Barn-Owls to Hummingbirds
Publié en 1999. Son introduction est un essai sur les indicateurs de risque et le statut des oiseaux (« Risk Indicators and Status Assessment in Birds») par Nigel J. Collar.
Les familles étudiées dans ce volume sont les suivantes :
- Tytonidae (Effraies & Phodiles)
- Strigidae (Chouettes, Hiboux & alliés)
- Steatornithidae (Guacharo)
- Aegothelidae (Égothèles)
- Podargidae (Podarges)
- Nyctibiidae (Ibijaux)
- Caprimulgidae (Engoulevents)
- Apodidae (Martinets & Salanganes)
- Hemiprocnidae (Hémiprocnés ou Martinets arboricoles)
- Trochilidae (Colibris ou Oiseaux-mouches)

### Volume 6: Mousebirds to Hornbills
Publié en 2001. Son introduction est un essai sur l'histoire de la bioacoustique des oiseaux « On Avian Bioacoustics  » par Luis Baptista & Don Kroodsma.
Les familles étudiées dans ce volume sont les suivantes :
- Coliidae (Colious)
- Trogonidae (Trogons & Quetzals)
- Alcedinidae (Martins-pêcheurs & Martins-chasseurs)
- Todidae (Todiers)
- Momotidae (Motmots)
- Meropidae (Guêpiers)
- Coraciidae (Rolliers & Rolles)
- Brachypteraciidae (Brachyptérolles)
- Leptosomidae (Courol)
- Upupidae (Huppe)
- Phoeniculidae (Irrisors)
- Bucerotidae (Calaos)

### Volume 7: Jacamars to Woodpeckers
Publié en 2002. Son introduction est un essai sur les espèces éteintes (« Extinct Birds ») par Errol Fuller.
Les familles étudiées dans ce volume sont les suivantes :
- Galbulidae (Jacamars)
- Bucconidae (Tamatias & Barbacous)
- Capitonidae (Barbus, Barbicans, Barbions & Cabézons)
- Ramphastidae (Toucans, Toucanets & Araçaris)
- Indicatoridae (Indicateurs)
- Picidae (Pics, Torcols & Picumnes)

### Volume 8: Broadbills to Tapaculos
Publié en 2003. Son introduction est un essai sur l'histoire de la classification des oiseaux (« The History Of Bird Classification ») par Murray Bruce.
Les familles étudiées dans ce volume sont les suivantes :
- Eurylaimidae (Eurylaimes)
- Philepittidae (Philépittes)
- Pittidae (Brèves)
- Furnariidae (Fourniers, Synallaxes & alliés)
- Dendrocolaptidae (Grimpars)
- Thamnophilidae (Bataras, Myrmidons & alliés)
- Formicariidae (Tétémas & Grallaires)
- Conopophagidae (Conophages)
- Rhinocryptidae (Tourcos, Mérulaxes & Cordons-noirs)

### Volume 9: Cotingas to Pipits and Wagtails
Publié en 2004. Son introduction est un essai sur la nomenclature ornithologique (« Ornithological Nomenclature ») par Richard Banks. 
Les familles étudiées dans ce volume sont les suivantes :
- Cotingidae (Cotingas, Coracines & alliés)
- Pipridae (Manakins, Piprites & alliés)
- Tyrannidae (Moucherolles, Tyrans & alliés)
- Acanthisittidae (Xéniques)
- Atrichornithidae (Atrichornes)
- Menuridae (Ménures ou Oiseaux-lyres)
- Alaudidae (Alouettes, Cochevis & alliés)
- Hirundinidae (Hirondelles & Pseudolangrayens)
- Motacillidae (Pipits, Sentinelles & Bergeronnettes)

### Volume 10: Cuckoo-Shrikes to Thrushes
Publié en septembre 2005. Son introduction est un essai sur l'écologie et l'impact des espèces introduites («The Ecology And Impact Of Non-Indigenous Birds») par Daniel Sol, Tim Blackburn, Phillip Cassey, Richard Duncan et Jordi Clavell.
Les familles étudiées dans ce volume sont les suivantes :
- Campephagidae (Échenilleurs, Minivets & Téphrodornes)
- Pycnonotidae (Bulbuls)
- Chloropseidae (Verdins)
- Irenidae (Irènes)
- Aegithinidae (Ioras)
- Ptilogonatidae (Ptilogons, Phénopèple & Phénoptile)
- Bombycillidae (Jaseurs)
- Hypocoliidae (Hypocolius)
- Dulidae (Esclave palmiste)
- Cinclidae (Cincles)
- Troglodytidae (Troglodytes)
- Mimidae (Moqueurs & Trembleurs)
- Prunellidae (Accenteurs)
- Turdidae (Grives, Merles, Traquets & alliés)

### Volume 11: Old World Flycatchers to Old World Warblers
Publié en septembre 2006. Son introduction est un essai sur la signification écologique des populations aviennes (« The ecological significance of bird populations ») par Cagan Sekercioglu. La préface est de Paul R. Ehrlich.
Les familles étudiées dans ce volume sont les suivantes :
- Muscicapidae (Gobe-mouches de l'Ancien Monde & alliés)
- Platysteiridae (Bias & Pririts)
- Rhipiduridae (Rhipidures)
- Monarchidae (Monarques & alliés)
- Regulidae (Roitelets)
- Polioptilidae (Gobe-moucherons & Microbates)
- Cisticolidae (Cisticoles, Prinias & alliés)
- Sylviidae (Fauvettes de l'Ancien Monde & alliés)

### Volume 12: Picathartes to Tits and Chickadees
Publié en 2007. Son introduction est un essai sur les oiseaux fossiles (« Fossil Birds ») par le Dr Kevin J. Caley.
Les familles étudiées dans ce volume sont les suivantes :
- Picathartidae (Picathartes)
- Timaliidae (Cratéropes, Timalies & alliés)
- Paradoxornithidae (Panures & Paradoxornis)
- Pomatostomidae (Pomatostomes)
- Orthonychidae (Orthonyx)
- Eupetidae (Eupètes & alliés)
- Pachycephalidae (Siffleurs & alliés)
- Petroicidae (Pseudobrèves, Drymodes & Miros)
- Maluridae (Mérions & alliés)
- Dasyornithidae (Dasyornes)
- Acanthizidae (Séricornes, Gérygones & alliés)
- Epthianuridae (Epthianures)
- Neosittidae (Néosittes)
- Climacteridae (Échelets)
- Paridae (Mésanges)

### Volume 13: Penduline-tits to Shrikes
Publié en 2008. Son introduction est un essai sur les migrations aviaires (« Bird Migration ») par le Prof. Ian Newton.
Les familles étudiées dans ce volume sont les suivantes :
- Remizidae (Rémiz & alliés)
- Aegithalidae (Mésanges "à longue queue")
- Sittidae (Sittelles)
- Tichodromadidae (Tichodrome)
- Certhiidae (Grimpereaux)
- Rhabdornithidae (Rhabdornis)
- Nectariniidae (Souimangas & Arachnothères)
- Melanocharitidae (Piquebaies & Toxoramphes)
- Paramythiidae (Oréochare & Paramythie)
- Dicaeidae (Dicées)
- Pardalotidae (Pardalotes)
- Zosteropidae (Zostérops)
- Promeropidae (Promérops)
- Meliphagidae (Méliphages, Myzomèles & Polochions)
- Oriolidae (Loriots & Sphécothères)
- Laniidae (Pies-grièches & alliés)

### Volume 14: Bush-shrikes to Old World Sparrows
Publié en 2009. Son introduction est un essai sur l'étude des oiseaux (« Birding Past, Present and Future - a Global View ») par Stephen Moss.
Les familles étudiées dans ce volume sont les suivantes :
- Malaconotidae (Gonoleks, Tchagras & alliés)
- Prionopidae (Bagadais & alliés)
- Vangidae (Vangas & alliés)
- Dicruridae (Drongos)
- Callaeatidae (Glaucope et Créadion)
- Notiomystidae (Méliphage hihi)
- Grallinidae (Grallines)
- Struthideidae (Corbicrave et Apôtre)
- Artamidae (Langrayens)
- Pityriasidae (Barite)
- Cracticidae (Cassicans & alliés)
- Paradisaeidae (Paradisiers)
- Ptilonorhynchidae (Jardiniers)
- Corvidae (Corneilles & alliés)
- Buphagidae (Pique-bœufs)
- Sturnidae (Etourneaux & alliés)
- Passeridae (Moineaux & alliés)

### Volume 15: Weavers to New World Warblers
Publié en 2010. Son introduction fait l'état des lieux en 2010 sur la conservation des oiseaux au niveau mondial (« Conservation of the world's birds : the view from 2010 ») ; ses auteurs sont Stuart H. M. Butchart, Nigel J. Collar, Alison J. Stattersfield et Leon A. Bennum, avec la contribution d'une dizaine d'autres scientifiques.
Les familles étudiées dans ce volume sont les suivantes :
- Ploceidae (Tisserins & alliés)
- Viduidae (Veuves & alliés)
- Estrildidae (Astrilds & alliés)
- Vireonidae (Viréos & alliés)
- Fringillidae (Pinsons, Serins & alliés)
- Drepanididae (Psittirostres & alliés)
- Peucedramidae (Fauvine)
- Parulidae (Parulines)

### Volume 16: Tanagers to New World Blackbirds
Publié en 2011. Son introduction traite de l'influence des changements climatiques sur les oiseaux (« Climate Change and Birds ») par Anders Pape Moller.
Les familles étudiées dans ce volume sont les suivantes :
- Thraupidae (Tangaras & alliés)
- Cardinalidae (Cardinaux & alliés)
- Emberizidae (Bruants & alliés)
- Icteridae (Cassiques, Orioles, Carouges & alliés)

### Special Volume: New Species and Global Index
Publié en 2013.